# زیست‌بوم انسان‌زاد

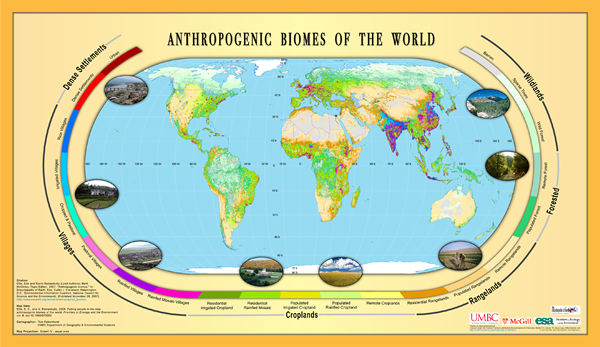
زیست‌بوم‌های انسان‌زاد (v1 از Ellis & Ramankutty (2008))

زیست‌بوم‌های انسان‌زاد (به انگلیسی: Anthropogenic biome)، که به‌عنوان انسان‌بوم‌ها (anthromes)، بیوم‌های انسانی یا بیوم کاربری فشرده نیز شناخته می‌شوند، زیست‌کره زمینی (زیست‌بوم‌ها) را به شکل معاصر و تغییریافته توسط انسان با استفاده از واحدهای بوم‌سازگان جهانی که توسط الگوهای جهانی تعامل مستقیم انسانی با بوم‌سازگان‌ها تعریف شده‌اند، توصیف می‌کنند. انسان‌بوم‌ها عموماً از موزاییک‌های ناهمگن با کاربری‌های مختلف زمین و پوشش‌های زمین، از جمله مناطق قابل توجهی از آیش یا زیستگاه‌های در حال بازسازی تشکیل شده‌اند.

## دگرگونی انسانی زیست کره

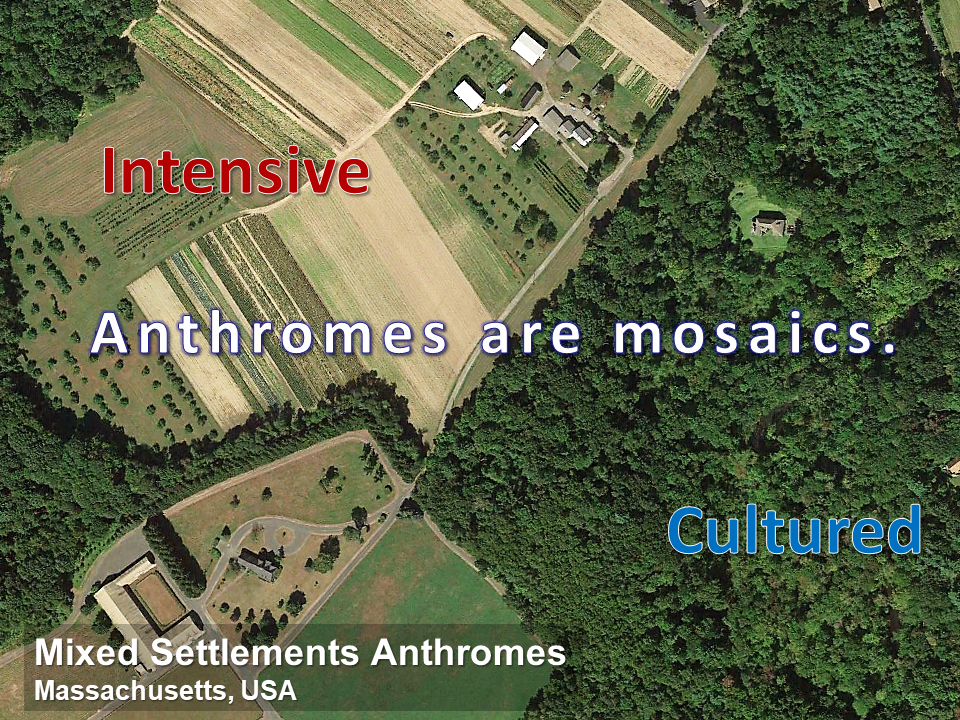
انسان‌بوم‌ها موزاییک‌های زمین کاربری فشرده و کشت‌شده هستند.

زیست کره بر حسب واحدهای اکوسیستم جهانی، برای بیش از یک قرن به نام بیوم ‌یا زیست‌بوم‌ توصیف شده‌اند که به عنوان انواع پوشش گیاهی مانند جنگل‌های بارانی گرمسیری و مراتع هستند که در رابطه با الگوهای آب و هوایی جهانی شناسایی می‌شوند. با توجه به اینکه جمعیت‌های انسانی و استفاده آنها از زمین اساساً الگوهای جهانی شکل اکوسیستم، فرآیند و تنوع زیستی را تغییر داده است، زیست بوم‌های انسانی چارچوبی برای ادغام سیستم‌های انسانی با بیوسفر در آنتروپوسن فراهم می‌کند.

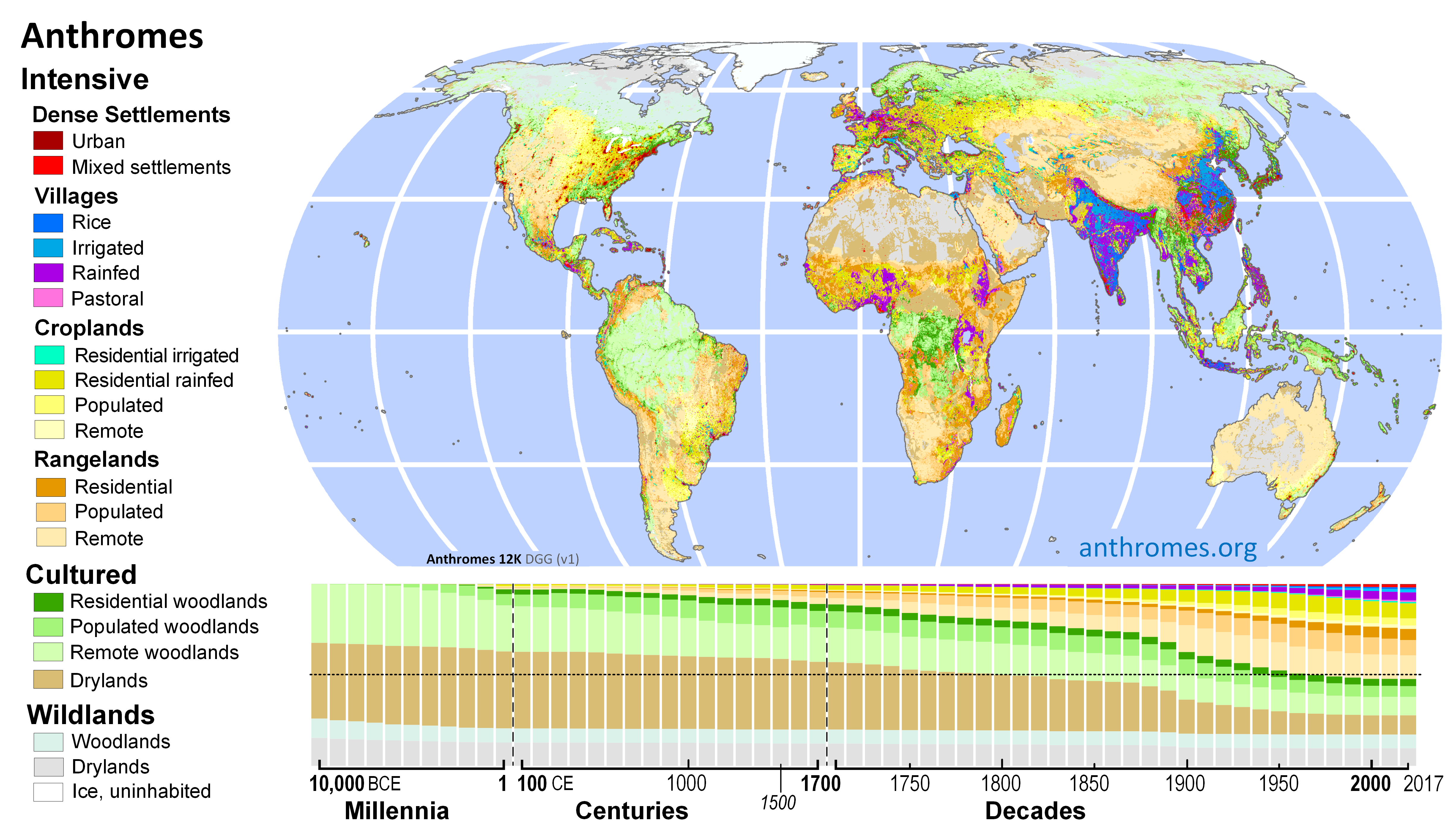
نقشه انسان‌بوم‌ها برای سال ۲۰۱۷ با جدول زمانی تغییرهای انسان‌بوم از ۱۰۰۰۰ پیش از میلاد تا ۲۰۱۷ پس از میلاد. از الیس و همکاران. (۲۰۲۱)